# Дмитриев, Николай Владимирович
Николай Владимирович Дмитриев — советский хозяйственный, государственный и политический деятель.

## Биография
Родился в 1932 году в Бологом. Член КПСС.
С 1955 года — на хозяйственной, общественной и политической работе. В 1955—1993 гг. — инженер-диспетчер производственно-технического отдела треста, прораб Карагандинской экспедиции на строительстве Чурубай-Нуринской плотины Карагандинской ГРЭС-2, исполняющий обязанности начальника, начальник Иркутской изыскательской партии, руководитель группы и главный инженер проекта проектно-изыскательской конторы треста «Гидроспецпроект», главный инженер, затем начальник инъекционного управления на строительстве высотной Асуанской плотины в Объединённой Арабской Республике, главный технолог, заместитель управляющего трестом «Гидроспецстрой», начальник Всесоюзного объединения «Гидроспецстрой», начальник Всесоюзного производственного строительно-монтажного объединения «Союзгидроспецстрой», президент акционерного общества закрытого типа "Акционерная фирма «Гидроспецстрой».
Участник строительства плотин: Нурекской, Красноярской, Токтогульской, УстьИлимской, Чиркейской, Ингурской, Миатлинской, Колымской, Саяно-Шушенской, Ирганайской, Байпазинской, Братской, Рогунской гидроэлектростанций, завода «Атоммаш» в г. Волгодонске, гидротехнических тоннелей Арпа—Севан в Армении и Дангаринского в Таджикистане, зарубежных объектов: ГЭС Хоабинь в СРВ, ГЭС Малка-Вакана в Эфиопии, гидроузла Хадита в Ираке, ГЭС Тишрин в Сирии.
Умер в Москве в 1993 году.